# 相模金吾
相模 金吾（さがみ きんご、1972年4月8日 - ）は日本の挿絵画家・グラフィックデザイナーの一人。
1997年よりフリーのイラストレーターとして活動、以降イラストレーター、キャラクターデザイナー、グラフィックデザイナー、アートディレクター等広く手掛けるグラフィッククリエイター。

## 経歴
家庭用ゲーム機のポポロクロイス物語、バイオハザード CODE:Veronica等の開発に参加。学研「5年生の科学」「6年生の科学」にて漫画連載、表紙、挿絵、写真の加工、ロゴデザイン、モデルとして出演。
「川島教授の脳トレDX」キャラクターデザイン・イラストをはじめ、ソフトバンククリエイティブ株式会社雑誌、日経BP社「日経ネットナビ」、MdNコーポレーション「winグラフィック」「MdN」、毎日新聞「ブロード満タン」挿絵、株式会社アルク「子どもの英語」などの挿絵を手がけた。その他、企業ロゴ等も多数デザインした。